# 丰宫狸殖吸虫
丰宫狸殖吸虫（学名：Pagumogonimus proliferus）为并殖科狸殖属的动物，又名丰宫并殖吸虫。在中国大陆，分布于云南西双版纳等地，营寄生生活，自然界终末宿主尚未发现，实验终末宿主为大白鼠和家猫以及寄生于肺。该物种的模式产地在云南西双版纳景洪。

## 外部連結
- 維基物種上的相關：丰宫狸殖吸虫